# Joan Antoni Desvalls i d’Ardena

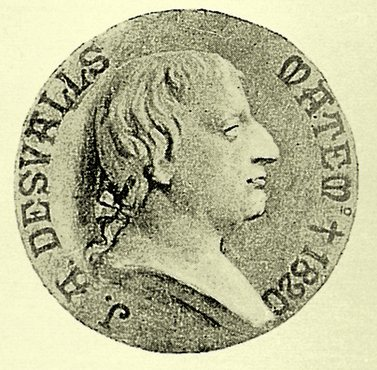
Joan Antoni Desvalls i d’Ardena

Joan Antoni Desvalls i d’Ardena, auf Spanisch Juan Antonio Desvalls y de Ardena, (* 26. Oktober 1740 in Barcelona; † 10. März 1820 ebenda) sisè marquès de Llupià, quart del Poal i marquès consort d’Alfarràs (sechster Marquis von Llupià, vierter von Poal und angeheirateter Marquis von Alfarràs) war ein katalanischer Adeliger, Großgrundbesitzer, Wissenschaftler und Kunstliebhaber. Er gilt als einer der renommiertesten Gelehrten Barcelonas vom Ende des 18. Jahrhunderts und Anfang des 19. Jahrhunderts.

## Leben

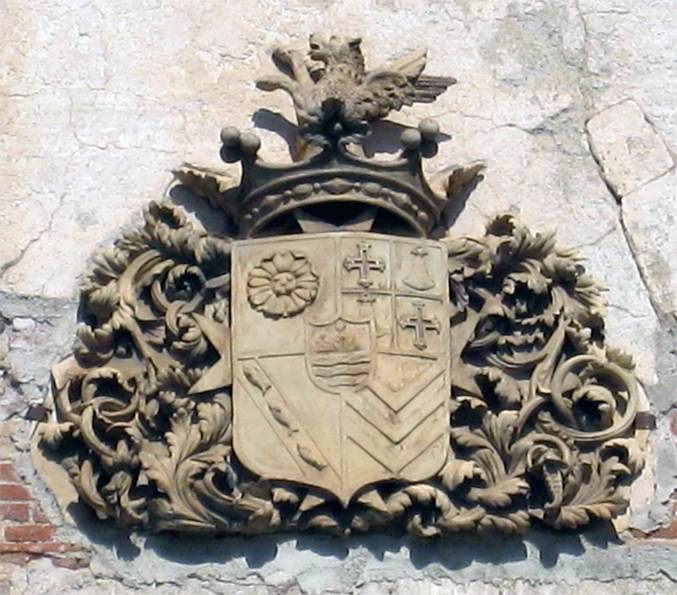
Wappen der Familie Desvalls

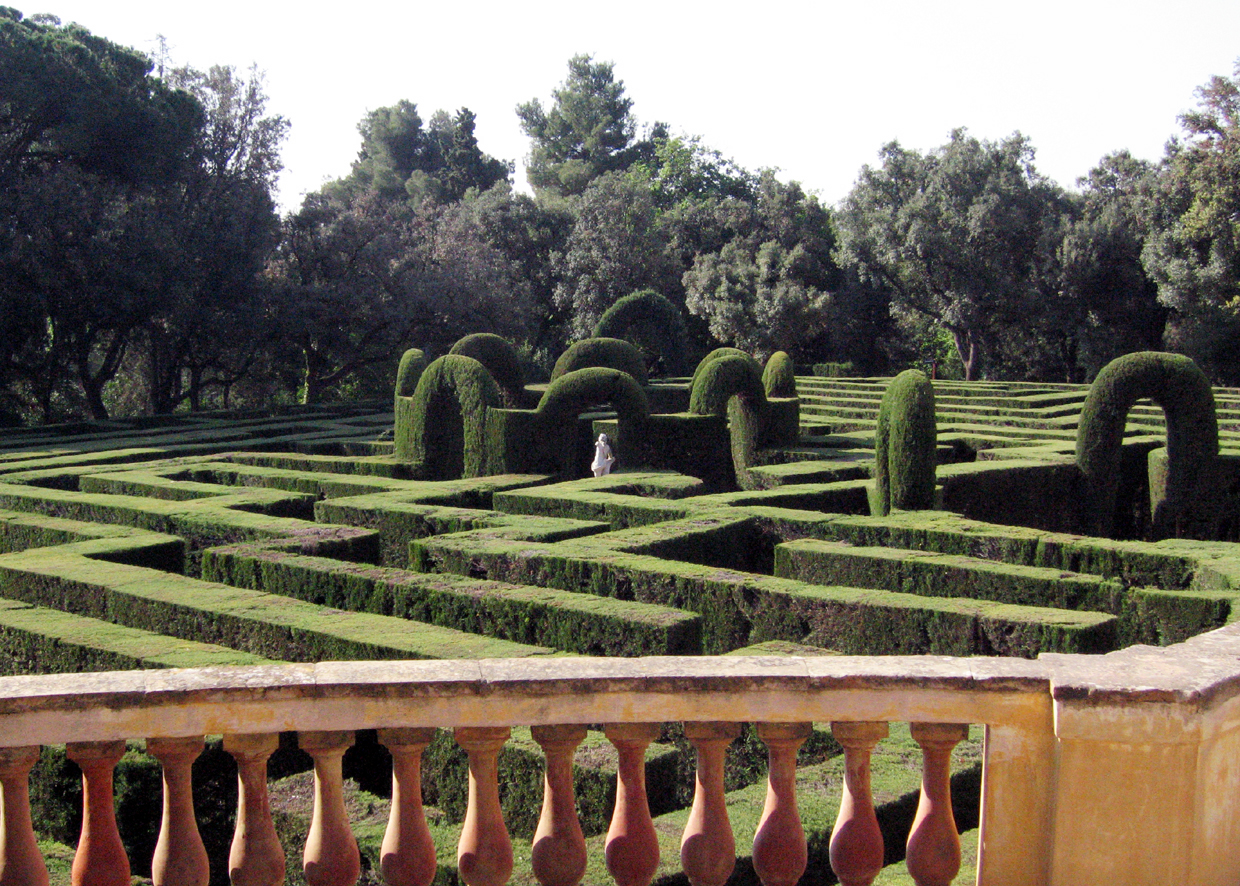
Der Parc del Laberint d’Horta in Barcelona

Desvalls stammte aus einer alten Adelsfamilie, die bis in die Zeit von König Jakob I. zurückreicht, und war Enkel des Feldmarschall-Leutnants in Habsburger Diensten Antoni Desvalls i de Vergós. In seiner Jugend widmete er sich vor allem der Musik und der Malerei, später studierte er am Col·legi de Cordelles, einer der angesehensten Schulen Barcelonas, wo er Schüler und Mitarbeiter des Mathematikers Tomàs Cerdà war. Neben den Naturwissenschaften befasste er sich mit dem Studium der Geografie und der Geschichte und lernte neben Latein, Französisch und Italienisch. 1769 heiratete er Maria Teresa de Ribes i d’Olzinelles marquesa d’Alfarràs (Marquise von Alfarràs).
Im Jahr 1764 betätigte sich Desvalls als einer der Gründer der Conferència Físicomatemàtica Experimental (der „Experimentellen physikalisch-mathematischen Konferenz“), deren Ehrensekretär auf Lebenszeit er wurde. Darüber hinaus war er ab 1773 Mitglied der Reial Acadèmia de  la Història (der „Königlichen Akademie für Geschichte“) und von 1799 bis 1808 sowie noch einmal von 1814 bis 1820 Vizepräsident der Reial Acadèmia de Ciències Naturals i Arts zu Barcelona (der „Königlichen Akademie für Naturwissenschaften und Künste“). Er besaß eine umfangreiche Sammlung wissenschaftlicher Geräte, eine bedeutende Bibliothek und war selbst Autor verschiedener wissenschaftlicher Arbeiten zu Fragen der Physik, Zoologie, Geologie und Meteorologie.
Ab 1791 ließ er auf dem Grundstück seines Sommersitzes am Hang der Serra de Collserola in Horta bei Barcelona einen klassizistischen Garten anlegen, bekannt als Parc del Laberint d’Horta. Der Park mit vielfältigen Anspielungen auf die griechische Mythologie basiert auf Desvalls eigenen Entwürfen, die er in Zusammenarbeit mit dem italienischen Architekten Domenico Bagutti hat ausführen lassen.
Beim Ausbruch des ersten Koalitionskrieges gegen das revolutionäre Frankreich im Jahr 1793 organisierte er im Auftrag der Stadt Barcelona eine Militäreinheit aus Freiwilligen. Da er im Spanischen Unabhängigkeitskrieg 1808 bis 1814 mit bedeutenden Geldsummen zur Unterstützung der spanischen Truppen beigetragen hatte, musste er sich zeitweise vor den Franzosen verstecken, die einen Teil seiner Besitztümer beschlagnahmten. 1812 wurde er als Repräsentant Barcelonas für die Cortes de Cádiz gewählt, konnte jedoch auf Grund einer Erkrankung nicht teilnehmen.

## Wissenschaftliche Arbeiten (Auswahl)
- Observación del fenómeno celeste de 2 de junio de 1766 („Beobachtung des Himmelsphänomens vom 2. Juni 1766“), 1766
- Disertación sobre los terremotos („Dissertation über die Erdbeben“), 1783
- Sobre la aplicación de las fuerzas centrales („Über die Anwendung der zentralen Kräfte“), 1786
- Los medios de perfeccionar el estudio de la meteorología („Die Mittel zur Perfektionierung des Studiums der Meteorologie“), 1796